# Las Tablas (Bocas del Toro)
Las Tablas es un corregimiento del Changuinola en la provincia de Bocas del Toro en Panamá. La localidad tiene 9.286 habitantes (2010).